# Donald "Duck" Dunn
Donald Dunn (Memphis, Tennessee; 24 de noviembre de 1941-Tokio, 13 de mayo de 2012) fue un bajista estadounidense de blues, soul y R&B.

## Biografía
Nacido en Memphis, en 1941, Donald debe su apodo a su padre, que llamaba a su hijo «Pato» por su afición al personaje de Disney Donald Duck. Sin precedentes musicales en su familia (su padre era fabricante de caramelos y se oponía firmemente a que el joven iniciase su carrera como músico), Donald comenzó a trabajar en la fábrica de su padre, pero con 16 años comenzó a tocar el bajo. Dunn ya tocaba el ukelele desde los 10 años, y había probado la guitarra, pero la encontraba muy complicada.
En 1958 Donald compró su primer Fender, un modelo Precision bass. Durante sus años de high school forma, con su amigo Steve Crooper, The Royal Spades, la primera banda de músicos blancos de Memphis en la que dejaban sentir claramente las influencias de músicos negros BB King, Ray Charles o Chuck Berry. La banda fue rebautizada como The Mar-Keys, y cuando Crooper fue contratado como músico de sesión a tiempo completo por el sello Stax, llamó enseguida a Dunn para pasar a integrar la Booker T's MGs, la banda encargada de grabar con prácticamente todos los artistas del sello.
Durante su estancia en Booker T & The MGs Dunn no sólo grabó discos acompañando a otros artistas, sino que también editó discos a nombre de la banda. En 1980 aparece, junto a su amigo de toda la vida Steve Crooper como miembro de la Blues Brothers Band, la banda que aparecía en el famoso film de John Belushi y Dan Aykroyd y con quien efectuaría numerosas giras posteriormente. 
Desde 1992 Donald Duck Dunn es, como todos los miembros de Booker T & The MGs, miembro del Rock'n'Roll Hall Of Fame. En 2007 todos los miembros del grupo recibieron un Grammy en reconocimiento a su obra.

## Valoración y estilo
Donald Duck Dunn es, como lo fue James Jamerson en la Motown, un elemento fundamental para entender el desarrollo de la música de baile de la generación de los años 1960 y 1970. Como bajista de sesión ha participado en una enorme cantidad de clásicos del soul y del R&B. Su estilo rítmico, sólido y sin artificios, puede apreciarse en éxitos como «Green onions» (Booker T), «Respect», «Dock Of The Bay» o «I've Been Loving You Too Long» (Otis Redding), «Hold On I'm Coming» o «Soul Man» (Sam & Dave), y resulta una referencia ineludible para los aficionados.

## Discografía y colaboraciones
La discografía de Dunn es extensísima, habiando colaborado como músico de sesión en cientos de grabaciones de artistas de todos los estilos. Entre los artistas más conocidos para los que el bajista ha trabajado podemos citar a Otis Redding, Wilson Pickett, Booker T & The MGs, Mar-Keys, Albert King, Isaac Hayes, The Staples Singers, Muddy Waters, Mavis Staples, David Porter, Ronnie Hawkins, Freddie King, Herbie Mann, Bill Withers, Elvis Presley, Duane Allman, Joan Baez, Rod Stewart, The Manhattan Transfer, Sam & Dave, The Blues Brothers Band, Peter Frampton, Steve Crooper, Eric Clapton, Tom Petty & The Heartbreakers, Bob Dylan, Diana Ross, Jerry Lee Lewis , Willie Dixon, John Fogerty, Neil Young o Ray Charles.

## Equipo
En 1998 Dunn colaboró con Fender en la producción de un modelo Signature que llevaba su nombre, un Precision Bass rojo, con golpeador dorado, que estaba basado en los modelos de finales de la década de los 50. El instrumento de Fender sirvió de inspiración para la compañía Lakland, que algunos años después comercializó su modelo Donald "Duck" Dunn que combina cuerpo y configuración de pastillas tipo precision con un mástil más fino, de las medidas del Jazz bass. Dunn firmó un contrato de endorsement con Ampeg, y utilizaba un cabezal Ampeg SVT-4PRO en combinación con pantallas SVT-810E 8x10.